# Jardines de Alfonso Canales
Los jardines de Alfonso Canales se encuentran en el Ensanche Centro de la ciudad andaluza de Málaga, España. 
Este jardín se ubica en la plaza Poeta Alfonso Canales, entre la calle Vendeja, la avenida de Manuel Agustín Heredia y la plaza de la Marina. También se le conoce como Jardín del Palo Borracho o del Barrilito que se encuentra en los jardines; nombre común del ejemplar del árbol Chorisia insignis, procedente de Perú, Argentina, Paraguay y Bolivia que probablemente fue traído por un marino debido a la proximidad a la entrada del Puerto de Málaga al igual que ocurrió con otras especies exóticas que pueblan el vecino Parque de Málaga o las fincas de la Concepción y de San José. Además de esta especie, se pueden encontrar ejemplares de naranjo amargo, palmera canaria, pascuero, pacífico y adelfa.
Los jardines están presididos por una fuente y un busto confeccionado por el escultor Jaime Fernández Pimentel en honor al poeta malagueño Alfonso Canales.